# Gornji Vakuf-Uskoplje
Gornji Vakuf-Uskoplje es un municipio de Bosnia y Herzegovina. Se encuentra en el cantón de Bosnia Central, dentro del territorio de la Federación de Bosnia y Herzegovina. La capital del municipio de Gornji Vakuf-Uskoplje es Gornji Vakuf.

## Datos
Está bajo la administración de la Federación de Bosnia y Herzegovina. Aunque el asentamiento en la zona se remonta a la época prehistórica, la ciudad con el nombre de Gornji Vakuf surgió en el siglo XVI en la ubicación de un asentamiento preexistente llamado Česta. El nombre Gornji Vakuf se refiere al hecho de que la ciudad fue establecida como un waqf (Vakuf) por la nobleza bosníaca. Mehmed-beg Stočanin, un famoso bey bosniaco, es un fundador de Gornji Vakuf. Esta ciudad es una típica čaršija bosnia, común en Bosnia Central como el corazón de Bosnia y Herzegovina.

## Localidades
El municipio de Gornji Vakuf-Uskoplje se encuentra subdividido en las siguientes localidades:
- Batuša
- Bistrica (Gornji Vakuf)
- Bojska
- Boljkovac
- Borova Ravan
- Crkvice (Gornji Vakuf-Uskoplje)
- Cvrče
- Dobrošin
- Donja Ričica
- Dražev Dol
- Duratbegov Dolac
- Duša
- Gaj (Gornji Vakuf-Uskoplje)
- Galičica (Gornji Vakuf-Uskoplje)
- Gornja Ričica
- Gornji Mračaj
- Grnica
- Hrasnica
- Humac
- Jagnjid
- Jelače
- Jelići
- Kozice (Gornji Vakuf-Uskoplje)
- Krupa (Gornji Vakuf-Uskoplje)
- Kute
- Lužani (Gornji Vakuf-Uskoplje)
- Mačkovac (Gornji Vakuf-Uskoplje)
- Mračaj (Gornji Vakuf-Uskoplje)
- Osredak (Gornji Vakuf-Uskoplje)
- Pajić Polje
- Paloč
- Pidriš
- Ploča (Gornji Vakuf-Uskoplje)
- Podgrađe (Gornji Vakuf-Uskoplje)
- Pridvorci
- Rosulje (Gornji Vakuf-Uskoplje)
- Seferovići
- Seoci (Gornji Vakuf-Uskoplje)
- Smrčevice
- Šugine Bare
- Svilići
- Uzričje
- Vaganjac
- Valice (Gornji Vakuf-Uskoplje)
- Vilić Polje
- Voljevac
- Voljice
- Vrse
- Zastinje
- Ždrimci

## Demografía
En el año 2009 la población del municipio de Gornji Vakuf-Uskoplje era de 19 248 habitantes. La superficie del municipio es de 402 kilómetros cuadrados, con lo que la densidad de población era de 48 habitantes por kilómetro cuadrado.